# Lafage-sur-Sombre

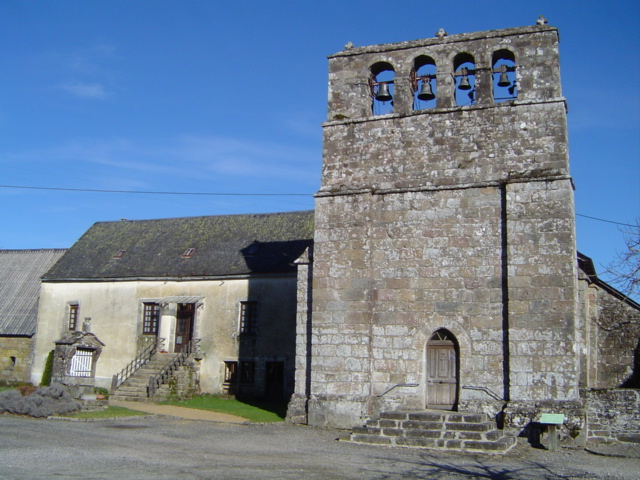
Kościół w Lafage-sur-Sombre, 2007

Lafage-sur-Sombre – miejscowość i gmina we Francji, w regionie Nowa Akwitania, w departamencie Corrèze.
Według danych na rok 1990 gminę zamieszkiwało 159 osób, a gęstość zaludnienia wynosiła 8 osób/km² (wśród 747 gmin Limousin Lafage-sur-Sombre plasuje się na 465. miejscu pod względem liczby ludności, natomiast pod względem powierzchni na miejscu 341.).